# Guido Maria Casullo
Guido Maria Casullo (Monteleone di Puglia, 27 maggio 1909 – Fortaleza, 10 gennaio 2004) è stato un vescovo cattolico italiano.

## Biografia
Guido Maria Casullo nacque il 27 maggio 1909 a Monteleone di Puglia, un comune situato a quell'epoca nella provincia di Avellino e nella diocesi di Ariano. Fu battezzato il 2 giugno di quell'anno. Il 4 novembre 1920 entrò nel seminario diocesano di Ariano di Puglia (l'attuale Ariano Irpino) e fu ordinato diacono il 6 gennaio 1932; fu ordinato sacerdote il 16 luglio successivo.
Il 27 maggio 1951 fu nominato vescovo di Nusco e fu consacrato vescovo il 15 luglio 1951 nella cattedrale di Ariano Irpino dall'arcivescovo Agostino Mancinelli, assistito dai vescovi Gioacchino Pedicini e Pasquale Venezia. Scelse come motto episcopale latino "Omni spes vitae".
Fu padre conciliare in tutte e quattro le sessioni del Concilio Vaticano II, dove insistette sul ruolo del lavoro missionario. L'11 febbraio 1963, data la scelta tra l'assegnazione all'Africa o al Brasile, fu nominato vescovo ausiliare nella diocesi di Pinheiro in Brasile. Allo stesso tempo fu nominato vescovo titolare di Utica. Lasciò l'Italia per il Brasile il 12 maggio dello stesso anno, fermandosi al Santuario di Fátima in Portogallo lungo la strada e arrivando a Rio de Janeiro il 17 maggio. Al suo arrivo iniziò un corso intensivo di portoghese. Arrivò a Pinheiro il 7 giugno 1963.
Il 20 dicembre 1965 fu nominato prelato territoriale della prelatura di Cândido Mendes. Si dimise da vescovo titolare di Utica il 26 maggio 1978. Con l'elevazione della prelatura in una diocesi, fu nominato primo vescovo di Cândido Mendes il 13 ottobre 1983 da papa Giovanni Paolo II. Avendo raggiunto l'età di 75 anni, presentò le sue dimissioni al papa il 5 novembre 1985 e assunse il titolo di emerito della diocesi. Potendo scegliere di ritirarsi fra Luanda, São Luiz o Fortaleza, su consiglio del cardinale prefetto per la Congregazione dei vescovi, scelse Fortaleza, dove si trasferì, nel quartiere Montese il 19 agosto 1986.
Il 10 gennaio 2004 morì all'ospedale Gastroclínica di Fortaleza, in Brasile, per un attacco cardiaco all'età di 94 anni. Dopo il funerale svoltosi il 12 gennaio, fu sepolto nella cripta della cattedrale di Fortaleza.

## Genealogia episcopale
La genealogia episcopale è:
- Cardinale Scipione Rebiba
- Cardinale Giulio Antonio Santori
- Cardinale Girolamo Bernerio, O.P.
- Arcivescovo Galeazzo Sanvitale
- Cardinale Ludovico Ludovisi
- Cardinale Luigi Caetani
- Cardinale Ulderico Carpegna
- Cardinale Paluzzo Paluzzi Altieri degli Albertoni
- Papa Benedetto XIII
- Papa Benedetto XIV
- Papa Clemente XIII
- Cardinale Marcantonio Colonna
- Cardinale Giacinto Sigismondo Gerdil, B.
- Cardinale Giulio Maria della Somaglia
- Cardinale Carlo Odescalchi, S.I.
- Cardinale Fabio Maria Asquini
- Cardinale Giuseppe Luigi Trevisanato
- Cardinale Domenico Agostini
- Cardinale Giuseppe Callegari
- Arcivescovo Pietro Zamburlini
- Arcivescovo Luigi Pellizzo
- Vescovo Carlo Liviero
- Arcivescovo Agostino Mancinelli
- Vescovo Guido Maria Casullo